# Septuaginta
Latinosan Septuaginta, magyarosan Szeptuaginta (rövidítése LXX, görögül Ἡ Μετάφραση τῶν Ἑβδομήκοντα) a Héber Biblia (Ószövetség) koiné görög nyelvű fordítása. A Kr. e. 3. században íródott, az egyiptomi Alexandria városában II. Ptolemaiosz fáraó uralkodása idején.
A Septuaginta a legrégebbi ismert görög fordítása az Ószövetségnek. A latin nyelvű elnevezés jelentése ’hetven’ és arra utal – amint azt az Ariszteasz-levél alapján alexandriai Philóntól tudjuk –, hogy hetvenkét zsidó bölcs írta. A bölcsek a tizenkét zsidó törzs tagjai voltak, minden törzset hatan képviseltek a fordítás elkészítésekor.

## Keletkezése
Josephus Flavius szerint Héber Biblia fordításának indítványozója II. Ptolemaiosz volt, aki a zsidó kultúra iránti érdeklődése miatt rendelte meg a fordítást.
A fordítás elvégzésére Ptolemaiosz összesen hetven(kettő) zsidó bölcset kért fel mindegyik zsidó törzsből. A fordítás eredetileg a "Hebdomékonta" nevet viselte. A zsidó bölcsek megérkezését követően néhány nappal az alexandriai könyvtár igazgatója, Demetriosz Phelereusz "kivitte őket hét stadionnyira a tengerbe nyúló és egy szigetre vezető töltésre, átment velük a sziget északi részébe, és bevezette őket egy tengerparti házba, ahol megfelelő csendben és magányosságban dolgozhattak. Azután felszólította őket, hogy fogjanak hozzá a munkához… Az öregek rendkívül nagy szorgalommal és lelkesedéssel hozzá is fogtak, hogy elkészítsék a pontos fordítást, s naponta a kilencedik óráig dolgoztak. Azután testi szükségleteikről is gondoskodtak, s ebben a tekintetben bőségesen rendelkezésükre állt minden szükséges élelmiszer… a király asztaláról. Minden reggel elmentek a királyi palotába, köszöntötték Ptolemaioszt, azután ugyanazon az úton visszatértek, a tengerben megmosták kezüket és megtisztulva hozzáfogtak a munkához. Mindent összevéve, a törvények leírása és fordítása 72 napig tartott. Akkor azon a helyen, ahol a fordítást elvégezték, Demetriosz összegyűjtötte mind a zsidókat, és a fordítók jelenlétében felolvasta munkájukat. A gyülekezet megéljenezte a fordítókat és megdicsérte Demetrioszt is a fordítás ötletéért… Azután megkérték, hogy adja át elmélyedésre elöljáróiknak is a könyvet, s valamennyien, a papok és a legöregebb fordítók, valamint a közösség elöljárói, kifejezték azt az óhajukat, hogy a fordítás, mivel ily pompásan sikerült, maradjon így és ne változtassanak rajta semmit."

(Josephus Flavius: A zsidók története)
A modern kutatók inkább arra gondolnak, hogy a fordítás eleve a diaszpórában élő, a hébert már csak liturgikus nyelvként ismerő és használó zsidóknak készült.
Tény, hogy a fordításhoz több görög nyelven író Krisztus előtti zsidó szerző hozzáírt saját szövegeket, amelyeket görög nyelvű zsinagógákban szintén Szentírásként olvastak. Ilyen módon ezek az iratok is a Septuaginta részévé váltak. Bővebben lásd: Deuterokanonikus könyvek

## A zsidó közösség reakciója
A zsidó közösségek egészen a kereszténység elterjedéséig a Septuagintát használták a zsinagógákban a Szentföldön kívül, de sokszor még a Szentföldön is, mivel a római uralom idején jelentősen csökkent a héber, mint beszélt nyelv használata a zsidók körében, helyette sokan görög nyelvre és arámira tértek át. 
Jeruzsálem pusztulása után (Kr. u. 70) azonban a szentföldi Jamniában működő rabbinikus iskola válaszolta meg a "hogyan tovább" kérdését a túlélő zsidóság számára, éspedig úgy, hogy a Szentírás részeként csak a héber nyelven számukra hozzáférhető iratokkal számolt. Mivel a jamniai iskola a görög nyelvterületen élő zsidó diaszpóra hitéletét is meg tudta határozni, a Septuaginta a következő századokban kikerült a zsidó liturgikus használatból.
A jamniai iskola hatása alatt álló maszoréták (hagyományőrzők) elkészítették a héber Biblia javított és fixált változatát, majd ezt fordította le 3 különböző fordító: Aquila, Szümmakhosz és Theodotion. Sajnos az idők folyamán ő munkáik is belekeveredtek az LXX eredeti szövegei közé bizonyos könyvek esetében, így ma nem mindig könnyű eldönteni, hogy ránk maradt különböző ókori kéziratok közül melyik az eredeti LXX. 

## A kereszténység és a Septuaginta
Az Újszövetség írói szórványos esetektől eltekintve a Septuaginta alapján idézik az Ószövetséget. A görög nyelvű kereszténység számára mindmáig a Septuaginta a Szentírás, beleértve annak olyan, csak görög nyelvű könyveit is, amelyek a nyugati világban jószerivel csak szakemberek számára ismertek (pl. Salamon Zsoltárai, III-IV. Makkabeusok könyve, teljes lista itt: Deuterokanonikus könyvek). Ez nem azt jelenti, hogy a keleti keresztények ne tartanák szent nyelvnek a hébert, de a liturgiában nem használják.
A Septuaginta összes máig fönnmaradt kézirata keresztény másolat. Órigenész volt az, aki egy hatalmas kéziratos munkában megpróbálta kijavítani a kéziratmásolás során keletkezett hibákat. A Hexapla (= hatoszlopos) című művében egymás mellé írta szavanként 1. héber szöveget héber betűkkel; 2. a héber szöveget görög betűkkel; 3. Aquila görög fordítását; 4. Szümmakhosz fordítását; 5. az LXX-et; 6. Theodotion fordítását. Néhány könynél további 3, zsidó körben készített görög fordítást is közöl, ezekben az esetekben 7-9 hasábos a szöveg. Sajnos ez a hatalmas munka a későbbi századokban elveszett, de amíg megvolt, sok kézirat másolásánál figyelembe vették, és ma csak olyan kéziratokat ismerünk, amelyek a Hexapla befolyását tükrözik. 
A Septuagintának számos kézirata és kézirattöredéke maradt ránk a 4-10. századból. Magyarországon három görög Biblia-kódex található a 10-12. századból, közülük a legrégibb a budapesti Egyetemi Könyvtárban van.
Órigenész természetesen észrevette, hogy a Septuaginta tartalmaz olyan írásokat is, amelyek egyáltalán nem szerepelnek a zsidó kánonban. Saját keresztény közössége hagyományát követve azonban ezeket is a Szentírás részének tekintette.
Szent Jeromos, a Biblia latin fordítója másképp foglalt állást. Ő úgy döntött, hogy ami héberül megvan, azt héberből kell latinra fordítani, ami pedig nincs meg héberül, azt ki kell hagyni a Szentírásból. Jeromos megbízója, Damasus pápa, és az általa Kr. u. 382-ben tartott helyi, római zsinat a latin Vulgata szempontjából lezárja a vitát: a zsinat által kiadott kánoni lista bekerült a későbbi Decretum Gelasianumba, és általában meghatározza a latin egyház szemléletét.
Eszerint Szent Jeromosnak igaza van ugyan abban, hogy ami héberül megvan, azt héberből kell fordítani, de azok a latin nyelvű egyházak, amelyek korábbi fordítások alapján használtak eredetileg csak görög nyelvű iratokat, továbbra is használhatják, viszont nem kell elkezdeni azon görög iratok használatát, amelyek addig a latin világban nem terjedtek el. Így történt, hogy pl. a Bölcsesség könyve az bekerült a Vulgatába, és onnan a modern magyar katolikus Szentírásfordításokba is, de a Salamon Zsoltárai nem került be (a teljes listát lásd itt: Deuterokanonikus könyvek). A Tridenti zsinat megerősítette a Decretum Gelasianumban fölsorolt könyvek kanonikusságát.
Luther és általában a reformátorok Szent Jeromos véleményéhez nyúltak vissza. Eszerint, az ószövetségi iratok sugalmazottsági megítélésénél az ószövetségi hagyományt megőrző zsidó közösség döntését kell átvenni. Így a protestánsok a deuterokanonikus könyveket rövid ingadozás után kivették a Bibliakiadásaikból. Az eredeti Vizsolyi Biblia még tartalmazza a másodkanonizált iratokat is, de későbbi Károli Bibliák már nem.